# Riccardo Fraccaro
Riccardo Fraccaro (ur. 13 stycznia 1981 w Montebellunie) – włoski polityk, poseł do Izby Deputowanych XVII i XVIII kadencji, od 2018 do 2019 minister.

## Życiorys
Z wykształcenia prawnik, ukończył studia na Università degli Studi di Trento. Pracował w przedsiębiorstwie świadczącym usługi energetyczne.
Był jednym z pierwszych aktywistów Ruchu Pięciu Gwiazd w Trydencie. W wyborach w 2013 po raz pierwszy uzyskał mandat posła do Izby Deputowanych. W wyborach w 2018 z powodzeniem ubiegał się o parlamentarną reelekcję.
1 czerwca 2018 objął urząd ministra bez teki do spraw kontaktów z parlamentem i demokracji bezpośredniej w nowo powołanym rządzie Giuseppe Contego. We wrześniu 2019 zakończył pełnienie funkcji ministra, został wówczas podsekretarzem stanu przy prezydium rządu (sekretarzem rządu) w drugim rządzie dotychczasowego premiera. Funkcję tę pełnił do lutego 2021.